# Judex (romanzo)
Judex è un romanzo scritto nel 1916 da Arthur Bernède, uno dei classici del feuilleton del primo Novecento. 
Prende il titolo dal personaggio principale, Judex, un giustiziere mascherato vestito in nero che si batte contro la criminalità impersonata dal banchiere Favraux e dalla sua gang.

## Trama
Il banchiere Favraux sfrutta chiunque senza pietà, per arricchirsi. Il figlio di una delle sue vittime, sotto la maschera di Judex il giustiziere, gli amministra la debita punizione.

## Adattamenti
- Al romanzo è dedicato il serial cinematografico in 12 episodi del 1916 Judex, diretto da Louis Feuillade.[1]
- Nel 1963 il soggetto romanzesco è stato ripreso per dar vita al film L'uomo in nero, diretto da Georges Franju.[2]